# Quadro de medalhas de esgrima na Universíada de Verão de 1963

## Quadro de medalhas
| Ordem | País                   | Medalha de ouro | Medalha de prata | Medalha de bronze |   |
| ----- | ---------------------- | --------------- | ---------------- | ----------------- | - |
| 1     | HUN Hungria            | 4               | 4                | 1                 | 9 |
| 2     | POL Polônia            | 2               | 1                |                   | 3 |
| 3     | FRA França             | 1               | 1                | 1                 | 3 |
| 4     | GBR Grã-Bretanha       | 1               |                  |                   | 1 |
| 5     | URS União Soviética    |                 | 1                | 2                 | 3 |
| 6     | SUI Suíça              |                 | 1                |                   | 1 |
| 7     | ITA Itália             |                 |                  | 3                 | 3 |
| 8     | FRG Alemanha Ocidental |                 |                  | 1                 | 1 |